# Queijo Serra da Estrela
Le queijo Serra da Estrela est une appellation d'origine protégée désignant un fromage portugais, fabriqué dans la région de Serra da Estrela.
C'est un fromage au lait de brebis  à pâte molle à croûte lavée, caillé à l'infusion de fleur de chardon, et non pas avec de la présure (l'acide d'estomac des agneaux de lait). Il est de forme cylindrique aux flancs légèrement bombés, de 1 à 2 kg, 25 cm de diamètre et 5 à 7 cm de haut. La croûte est jaune paille.
On le trouve à deux degrés de maturation, qui correspondent à deux types de consistance : 
- Amanteigado : « comme du beurre », coulant, onctueux et suave, souvent ceint d'un linge pour retenir la pâte. Goût et odeur délicats. Sa production est limitée à quelques mois d'automne et d'hiver.
- Curado : « affiné », avec une croûte et une pâte plus dures, friables, saveur et odeur plus soutenues.

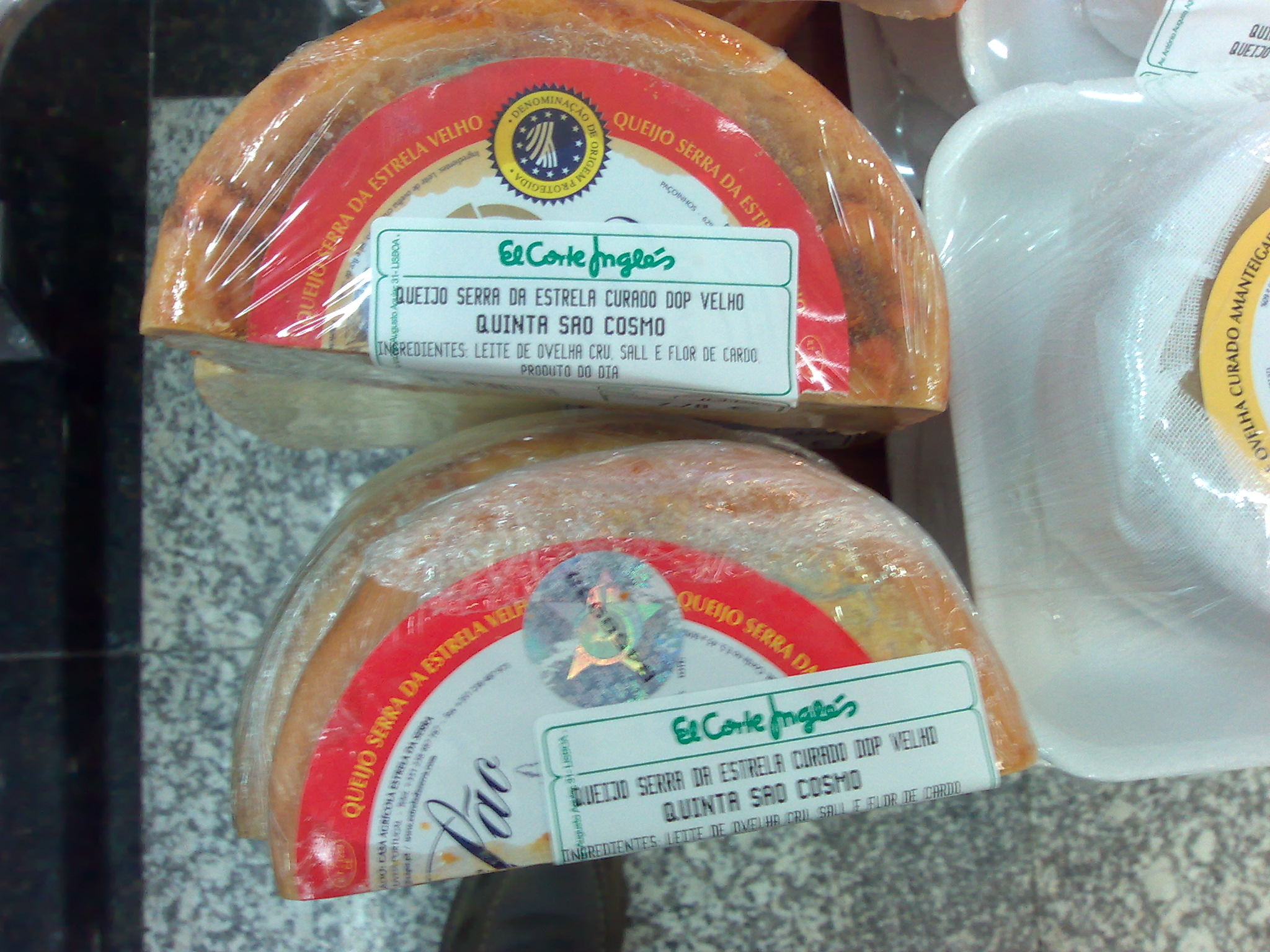
Queijo da Serra curado.